# UYEKI
株式会社UYEKI（ウエキ、英: UYEKI CO., LTD.）は、家庭日用品などを手がける日本の企業。
本社は大阪府大阪市淀川区にある。

## 事業内容
主に洗剤・洗浄剤などの家庭日用品の製造販売のほか、日用雑貨・医療用品の卸売、酒類・飲料品・食料品の販売なども行なっている。